# Carmen Sordo Sodi
María del Carmen Sordo Sodi (Ciudad de México, 1932) fue una etnomusicóloga, cantante y percusionista, impulsora de la investigación musical en México.

## Biografía

### Formación musical
Estudió en el Conservatorio Nacional de Música de 1959 a 1965, donde fue discípula de Fanny Anitúa (canto) y de Carlos Luyando (percusiones). Obtuvo su maestría en la Universidad del Sur de California y otra de la Universidad Hebrea de Haifa. En 1965 fue premiada por el Instituto de la Juventud Mexicana. Recorrió México y otros países americanos y de Medio Oriente, recopilando información sobre las prácticas musicales de diferentes grupos étnicos. Instauró los cursos anuales de etnomusicología en el INBA (1967-1972). 

### Carrera
En 1966 era Jefa de la Sección de Investigaciones Musicales, institución en la que permaneció durante poco más de una década. En aquel año organizó la primera Exposición de Instrumentos Musicales Coloniales Mexicanos; en 1969 organizó la primera Exposición Internacional de Instrumentos Musicales, y entre 1968 y 1971 llevó a cabo los cuatro cursos de folklore internacional. También realizó una exposición con las partituras y objetos de interés personal de Manuel M. Ponce.
Carmen Sordo contribuyó al rescate y documentación de la Colección “Jesús Sánchez Garza”, una de las más importantes colecciones de música virreinal del país, que pasó a formar parte de los acervos del Centro Nacional de Investigación, Documentación e Información Musical (CENIDIM), adscrito al INBA, en el mismo año de su fundación (1974). Un año antes, Carmen Sordo había propuesto la creación del CENIDIM —el 16 de agosto de 1973—, durante el Congreso Nacional Extraordinario de Música, celebrado en la Ciudad de México, logrando posteriormente el apoyo del INBA y de la Sociedad de Autores y Compositores para hacer realidad su propuesta.
Con escasos recursos económicos y humanos, Sordo Sodi hizo frente al reto de dirigir al Cenidim, el primer centro de investigación musical nacional. Fue su primera directora entre 1974 y 1978, y comenzó un arduo trabajo de gestión y organización del mismo. Incrementó la Colección de Instrumentos Musicales del centro, heredadas de la Sección de Investigaciones Musicales, mediante donaciones de embajadas de otros países en México.

### Artículos publicados
- Carmen Sordo Sodi, “La Marimba”, Heterofonía, número 22, año 4, enero – febrero de 1972, pág. 27-30
- Carmen Sordo Sodi, “Fenomenología de las Danzas de Conquista”, Heterofonía, número 27, año 5, noviembre – diciembre de 1972, pág. 7-10
- Carmen Sordo Sodi, “La Música y la Danza como expresión de protesta”, Heterofonía, número 29, año 5, marzo – abril de 1973, pág. 22-24
- Carmen Sordo Sodi, La Música y la Danza como Expresión de Protesta, Heterofonía, número 33, año, noviembre – diciembre de 1973, pág. 12-14
- Carmen Sordo Sodi, “La "Metamúsica" de Brian Ferneyhough”, Heterofonía, número 36, año, mayo – junio de 1974, pág. 20-21
- Carmen Sordo Sodi, Antecedentes históricos de la Danza de Caballitos, Heterofonía, número 42, año 8, mayo – junio de 1975, pág. 24-25
- Carmen Sordo Sodi, “Compositoras Mexicanas de Música Comercial”, Heterofonía, número 78, año 15, julio – agosto – septiembre de 1982, pág. 16-20
- Carmen Sordo Sodi, “La labor de investigación folklórica de Manuel M. Ponce”, Heterofonía, número 79, año 15, octubre – noviembre – diciembre de 1982, pág. 36-39
- Carmen Sordo Sodi, “La Música Oaxaqueña” Heterofonía, número 83, año, octubre – noviembre – diciembre de 1983, p. 32-39.